# Throwdown
A Throwdown amerikai hardcore punk/groove metal/metalcore együttes.

## Története
1997-ben alakult a kaliforniai Orange County-ban. Keith Barney énekes, (aki korábban az Adamantium és Eighteen Visions nevű együttesekben játszott), Tommy Love és Javier von Huss gitárosok, Dom Macaluso basszusgitáros és Marc Jackson dobos alapították. Nem sokkal később van Huss elhagyta a zenekart, helyére Brendan Schieppati került. Első nagylemezük 1999-ben jelent meg. 2001-ben megjelent második nagylemezük is. A "Too Legit for the Pit: Hardcore Takes the Rap" című válogatáslemezen feldolgozták Sir Mix-a-Lot "Baby Got Back" című dalát metalcore verzióban. Rick Anderson, az AllMusic egyik kritikusa "az album csúcspontjának" és "viccesnek" nevezte a dal feldolgozását.

## Tagok
- Dave Peters - ének (2002-), gitár (2000-2002)
- Matt Mentley - basszusgitár (2005-2007, 2014-), gitár (2004-2005)

## Korábbi tagok
- Javier van Huss - basszusgitár (1997-1998)
- Marc Jackson - gitár (2004), dob, ütős hangszerek (1997-2002)
- Keith Barney - gitár (2002-2004), ének (1997-2002)
- Tommy Love - gitár (1997-2004)
- Dom Macaluso - basszusgitár (1998-2005), gitár (1997-1998)
- Brendan Schieppati - gitár (1998-2000)
- Mark Choiniere - gitár (2005-2011)
- Mark Mitchell - basszusgitár (2007-2014)
- Ben Dussault - dob, ütős hangszerek (2004-2008)

## Diszkográfia
- Beyond Repair (1999)
- You Don't Have to be Blood to be Family (2001)
- Haymaker (2003)
- Vendetta (2005)
- Venom & Tears (2007)
- Deathless (2009)
- Intolerance (2014)